# 董天知烈士殉难处
太行区第四军分区及32团石梁旧址，位于山西省长治市潞城区合室乡王郭庄村，是一处山西省文物保护单位。
2021年8月4日，太行区第四军分区及32团石梁旧址公布为第六批山西省文物保护单位，年代为1940年，近现代重要史迹及代表性建筑类，编号6-319。